# Pico de Príncipe
Pico de Príncipe is een berg op het eiland Principe. De berg is 948 meter hoog en daarmee de hoogste berg van het eiland. Het is niet de hoogste berg van Sao Tomé en Principe, dat is Pico de Sao Tomé op het eiland Sao Tomé.
De berg ligt in het zuiden van het eiland en is bedekt met bos behorende bij het Parque Natural Ôbo.